# Tornei di tennis femminili nel 1923
Prima della nascita del WTA Tour, ossia l'apertura alle tenniste professioniste dei tornei che prima di quell'anno erano riservati alle tenniste dilettanti, tutti gli eventi più importanti erano amatoriali, tra questi c'erano i tornei del Grande Slam: gli Australasian Championships, il Campionato francese di tennis, il Torneo di Wimbledon e gli U.S. National Championships.

## Gennaio
| Settimana  | Torneo                                                             | Vincitore                                            | Finalista                           | Semifinalisti | Eliminati ai quarti |
| ---------- | ------------------------------------------------------------------ | ---------------------------------------------------- | ----------------------------------- | ------------- | ------------------- |
| 6 gennaio  | Beau Site First Meeting 1923 Cannes, Francia Singolare - Doppio    | Suzanne Lenglen 6-4 6-2                              | Phyllis Satterthwaite               |               |                     |
| 6 gennaio  | Beau Site First Meeting 1923 Cannes, Francia Singolare - Doppio    |                                                      |                                     |               |                     |
| 6 gennaio  | Beau Site First Meeting 1923 Cannes, Francia Singolare - Doppio    | Doppio misto: Suzanne Lenglen Francis Fisher 6-1 6-0 | Phyllis Satterthwaite Jack Hillyard |               |                     |
| 14 gennaio | Carlton Club First Meeting 1923 Cannes, Francia Singolare - Doppio | Elizabeth Ryan 9-7 6-2                               | Phyllis Satterthwaite               |               |                     |
| 14 gennaio | Carlton Club First Meeting 1923 Cannes, Francia Singolare - Doppio | Suzanne Lenglen Elizabeth Ryan 6-3 6-1               | Madeline O'Neill M Tripp            |               |                     |
| 14 gennaio | Carlton Club First Meeting 1923 Cannes, Francia Singolare - Doppio | Doppio misto: Suzanne Lenglen Francis Fisher 6-0 6-1 | Phyllis Satterthwaite Jack Hillyard |               |                     |

## Febbraio
| Settimana   | Torneo                                                                                    | Vincitore                                                        | Finalista                                | Semifinalisti | Eliminati ai quarti |
| ----------- | ----------------------------------------------------------------------------------------- | ---------------------------------------------------------------- | ---------------------------------------- | ------------- | ------------------- |
| 4 febbraio  | Casino Heights Invitational 1923 Brooklyn, USA Singolare - Doppio                         | Leslie Bancroft 6-1 6-8 6-2                                      | Lilian Scharman                          |               |                     |
| 4 febbraio  | Casino Heights Invitational 1923 Brooklyn, USA Singolare - Doppio                         | Mrs Carl Hitchins Marie Wagner 6-1 6-1                           | Ceres Baker Lilian Scharman              |               |                     |
| 11 febbraio | World Covered Court Championships 1923 Barcellona, Spagna Singolare - Doppio              | Kitty McKane 6-3 4-6 6-2                                         | Winifred Beamish                         |               |                     |
| 11 febbraio | World Covered Court Championships 1923 Barcellona, Spagna Singolare - Doppio              | Geraldine Beamish Kitty McKane 6-1 6-1                           | Germaine Golding Jeanne Vaussard         |               |                     |
| 11 febbraio | World Covered Court Championships 1923 Barcellona, Spagna Singolare - Doppio              | Doppio misto: Kitty McKane Walter Crawley 4-6 6-2 6-3            | Geraldine Beamish John Gilbert           |               |                     |
| 19 febbraio | Carlton Club Second Meeting 1923 Cannes, Francia Singolare - Doppio                       | Suzanne Lenglen 6-3 6-1                                          | Elizabeth Ryan                           |               |                     |
| 19 febbraio | Carlton Club Second Meeting 1923 Cannes, Francia Singolare - Doppio                       | Suzanne Lenglen Elizabeth Ryan 6-0 6-1                           | Dorothea Douglass Kitty McKane           |               |                     |
| 19 febbraio | Carlton Club Second Meeting 1923 Cannes, Francia Singolare - Doppio                       | Doppio misto: Suzanne Lenglen Uberto De Morpurgo 7-5 6-4         | Elizabeth Ryan Lord George Rocksavage    |               |                     |
| 24 febbraio | South Florida Championships 1923 Miami, USA Singolare - Doppio                            | Mrs Frank Godfrey 6-1 6-1                                        | Claire Cassel                            |               |                     |
| 24 febbraio | South Florida Championships 1923 Miami, USA Singolare - Doppio                            | Mrs Frank Godfrey Beals Wright 6-4 6-4                           | Mrs Sybil Seon S. Jarvis Adams           |               |                     |
| 26 febbraio | Torneo di Beaulieu 1923 Beaulieu-sur-Mer, Francia Singolare - Doppio                      | Winifred Beamish 6-4 6-3                                         | Elizabeth Ryan                           |               |                     |
| 26 febbraio | Torneo di Beaulieu 1923 Beaulieu-sur-Mer, Francia Singolare - Doppio                      | Suzanne Lenglen Elizabeth Ryan 6-2 7-5                           | Geraldine Beamish Phyllis Satterthwaite  |               |                     |
| 26 febbraio | Torneo di Beaulieu 1923 Beaulieu-sur-Mer, Francia Singolare - Doppio                      | Doppio misto: Elizabeth Ryan Uberto De Morpurgo titolo condiviso | Dorothea Lambert Chambers Alain Gerbault |               |                     |
| 26 febbraio | Southern California Invitation Tennis Tournament 1923 Los Angeles, USA Singolare - Doppio | May Sutton 1-6 6-4 7-5                                           | Eleanor Goss                             |               |                     |
| 26 febbraio | Southern California Invitation Tennis Tournament 1923 Los Angeles, USA Singolare - Doppio |                                                                  |                                          |               |                     |

## Marzo
| Settimana | Torneo                                                                            | Vincitore                                                | Finalista                              | Semifinalisti | Eliminati ai quarti |
| --------- | --------------------------------------------------------------------------------- | -------------------------------------------------------- | -------------------------------------- | ------------- | ------------------- |
| 1º marzo  | Florida State Championships 1923 Palm Beach, USA Singolare - Doppio               | Claire Cassel 9-7 6-2                                    | Frank Godfrey                          |               |                     |
| 1º marzo  | Florida State Championships 1923 Palm Beach, USA Singolare - Doppio               | Clare Cassel Frank Godfrey 6-8 6-2 7-5                   | Leslie Bancroft Hazel Wightman         |               |                     |
| 4 marzo   | Monte Carlo Cup 1923 Monte Carlo, Monte Carlo Singolare - Doppio                  | Kitty McKane 7-5 4-6 6-2                                 | Elizabeth Ryan                         |               |                     |
| 4 marzo   | Monte Carlo Cup 1923 Monte Carlo, Monte Carlo Singolare - Doppio                  | Suzanne Lenglen Elizabeth Ryan 6-1 3-6 6-4               | Dorothea Douglass Kitty McKane         |               |                     |
| 4 marzo   | Monte Carlo Cup 1923 Monte Carlo, Monte Carlo Singolare - Doppio                  | Doppio misto: Kitty McKane Erik Tegner 6-2 6-3           | Geraldine Beamish Ambrose Dudley       |               |                     |
| 4 marzo   | Metropolitan Indoor 1923 New York, USA Singolare - Doppio                         | Marie Wagner 6-0 6-1                                     | Patricia Butlin Hitchins               |               |                     |
| 4 marzo   | Metropolitan Indoor 1923 New York, USA Singolare - Doppio                         | Patricia Butlin Hitchins Marie Wagner 6-3 6-3            | Rosamond Newton Mrs H. Stuart-Green    |               |                     |
| 12 marzo  | Bermuda International Championships 1923 Hamilton, Bermuda Singolare - Doppio     | Mayme McDonald 6-4 6-4                                   | Gladys Hutchings                       |               |                     |
| 12 marzo  | Bermuda International Championships 1923 Hamilton, Bermuda Singolare - Doppio     | Mrs FG Gosling Gladys Hutchings 6-2 6-1                  | Virginia Campbell Mayme McDonald       |               |                     |
| 13 marzo  | Riviera Championships 1923 Mentone, Francia Singolare - Doppio                    | Suzanne Lenglen 6-2 7-5                                  | Kitty McKane                           |               |                     |
| 13 marzo  | Riviera Championships 1923 Mentone, Francia Singolare - Doppio                    | Suzanne Lenglen Elizabeth Ryan 6-2 6-1                   | Winifred Beamish Phyllis Satterthwaite |               |                     |
| 13 marzo  | Riviera Championships 1923 Mentone, Francia Singolare - Doppio                    | Doppio misto: Elizabeth Ryan Randolph Lycett 6-2 2-6 6-4 | Phyllis Satterthwaite Jack Hillyard    |               |                     |
| 18 marzo  | US Indoors 1923 Longwood, USA Singolare - Doppio                                  | Benjamin Cole 8-6 6-2                                    | Leslie Bancroft                        |               |                     |
| 18 marzo  | US Indoors 1923 Longwood, USA Singolare - Doppio                                  | Ann Cole Mrs Frank Godfrey 6-4 6-2                       | Leslie Bancroft Hazel Wightman         |               |                     |
| 18 marzo  | US Indoors 1923 Longwood, USA Singolare - Doppio                                  | Doppio misto: Hazel Wightman Burnham Dill 7-5 6-4        | Brenda Hedstrom Bill Tilden            |               |                     |
| 18 marzo  | South of France Championships 1923 Nizza, Francia Singolare - Doppio              | Suzanne Lenglen 6-1 6-0                                  | Elizabeth Ryan                         |               |                     |
| 18 marzo  | South of France Championships 1923 Nizza, Francia Singolare - Doppio              | Suzanne Lenglen Elizabeth Ryan 6-4 6-2                   | Dorothea Lambert Chambers Kitty McKane |               |                     |
| 18 marzo  | South of France Championships 1923 Nizza, Francia Singolare - Doppio              | Doppio misto: Elizabeth Ryan Randolph Lycett 6-0 6-4     | Geraldine Beamish Ambrose Dudley       |               |                     |
| 24 marzo  | South Australian Championships 1923 Adelaide, Australia Singolare - Doppio        | Esna Boyd 6-1 6-2                                        | Marjorie Mountain                      |               |                     |
| 24 marzo  | South Australian Championships 1923 Adelaide, Australia Singolare - Doppio        | Kath Le Mesurier Flora Rowe 6-2 6-3                      | Miss Menz Dorothy Weston               |               |                     |
| 24 marzo  | South Australian Championships 1923 Adelaide, Australia Singolare - Doppio        | Doppio misto: Esna Boyd Ian McInnes 1- 6-3, 6-3          | Adela Hack Francis Kalms               |               |                     |
| 25 marzo  | Côte d'Azur Championships 1923 Cannes, Francia Singolare - Doppio                 | Phyllis Satterthwaite 8-6 6-4                            | Kitty McKane                           |               |                     |
| 25 marzo  | Côte d'Azur Championships 1923 Cannes, Francia Singolare - Doppio                 | Suzanne Lenglen Elizabeth Ryan 6-3 6-3                   | Dorothea Lambert Chambers Kitty McKane |               |                     |
| 25 marzo  | Queen's Covered Court Championships 1923 Londra, Gran Bretagna Singolare - Doppio | Phyllis Howkins Covell                                   | non conosciuta (bandiera)              |               |                     |
| 25 marzo  | Queen's Covered Court Championships 1923 Londra, Gran Bretagna Singolare - Doppio |                                                          |                                        |               |                     |

## Aprile
| Settimana | Torneo                                                                      | Vincitore                                                     | Finalista                           | Semifinalisti | Eliminati ai quarti |
| --------- | --------------------------------------------------------------------------- | ------------------------------------------------------------- | ----------------------------------- | ------------- | ------------------- |
| aprile    | German Championships 1923 Berlino, Germania Singolare - Doppio              | Ilse Friedleben 2-6 9-7 7-5                                   | Nelly Neppach                       |               |                     |
| aprile    | German Championships 1923 Berlino, Germania Singolare - Doppio              |                                                               |                                     |               |                     |
| aprile    | German Championships 1923 Berlino, Germania Singolare - Doppio              | Doppio misto: Lilí de Álvarez Luis-Maria Heyden               |                                     |               |                     |
| aprile    | South African Championships 1923 Johannesburg, Sudafrica Singolare - Doppio | Millicent Pitt 6-4 6-3                                        | Mrs Moor                            |               |                     |
| aprile    | South African Championships 1923 Johannesburg, Sudafrica Singolare - Doppio | Mrs McArthur Mrs McJannet 4-6 6-2 6-2                         | Mrs Beck Mrs De Plessis             |               |                     |
| aprile    | South African Championships 1923 Johannesburg, Sudafrica Singolare - Doppio | Doppio misto: Mrs Moor JJ Richardson 6-8 6-1 6-3              | Mrs Beck C Le Sueur                 |               |                     |
| 1º aprile | French Covered Court Championships 1923 Parigi, Francia Singolare - Doppio  | Germaine Golding 6-2 6-2                                      | Jeanne Vaussard                     |               |                     |
| 1º aprile | French Covered Court Championships 1923 Parigi, Francia Singolare - Doppio  | Genevieve Cousin Suzanne Deve 6-1 2-6 6-3                     | Germaine Golding Jeanne Vaussard    |               |                     |
| 1º aprile | French Covered Court Championships 1923 Parigi, Francia Singolare - Doppio  | Doppio misto: Suzanne Deve Jean Borotra 6-3 6-2               | Marie Conquet Cotah Ramaswami       |               |                     |
| 5 aprile  | Cannes Championships 1923 Cannes, Francia Singolare - Doppio                | Kitty McKane 6-2 6-2                                          | Geraldine Beamish                   |               |                     |
| 5 aprile  | Cannes Championships 1923 Cannes, Francia Singolare - Doppio                | Dorothea Lambert Chambers Kathleen McKane 6-1 6-2             | Lilí de Álvarez Molla Mallory       |               |                     |
| 5 aprile  | Cannes Championships 1923 Cannes, Francia Singolare - Doppio                | Doppio misto: Suzanne Lenglen Charles Aeschlimann 6-0 6-3     | Phyllis Satterthwaite Jack Hillyard |               |                     |
| 15 aprile | Monte Carlo Third Meeting 1923 Monte Carlo, Monte Carlo Singolare - Doppio  | Lilí de Álvarez 6-3 7-5                                       | Phyllis Satterthwaite               |               |                     |
| 15 aprile | Monte Carlo Third Meeting 1923 Monte Carlo, Monte Carlo Singolare - Doppio  |                                                               |                                     |               |                     |
| 15 aprile | Monte Carlo Third Meeting 1923 Monte Carlo, Monte Carlo Singolare - Doppio  | Doppio misto: Lilí de Álvarez Charles Aeschlimann walkover    | Phyllis Satterthwaite Jack Hillyard |               |                     |
| 21 aprile | Greenbrier Invitational 1923 White Sulphur Springs, USA Singolare - Doppio  | Helen Gilleaudeau                                             | Mrs De Forest Candee                |               |                     |
| 21 aprile | Greenbrier Invitational 1923 White Sulphur Springs, USA Singolare - Doppio  |                                                               |                                     |               |                     |
| 21 aprile | Greenbrier Invitational 1923 White Sulphur Springs, USA Singolare - Doppio  | Doppio misto: Helen Gilleaudeau S. Howard Voshell 6-2 5-7 6-2 | Mrs Rawson-Wood Frank Hunter        |               |                     |
| 28 aprile | Roehampton Spring Meeting 1923 Roehampton, Gran Bretagna Singolare - Doppio | Kitty McKane 6-2 7-5                                          | Geraldine Beamish                   |               |                     |
| 28 aprile | Roehampton Spring Meeting 1923 Roehampton, Gran Bretagna Singolare - Doppio | Aurea Edgington Kitty McKane 6-3 6-2                          | Geraldine Beamish Doris Craddock    |               |                     |
| 28 aprile | Roehampton Spring Meeting 1923 Roehampton, Gran Bretagna Singolare - Doppio | Doppio misto: Evelyn Colyer Brian Norton 6-2 6-1              | Geraldine Beamish Frank Fisher      |               |                     |

## Maggio
| Settimana | Torneo                                                                             | Vincitore                                                     | Finalista                        | Semifinalisti | Eliminati ai quarti |
| --------- | ---------------------------------------------------------------------------------- | ------------------------------------------------------------- | -------------------------------- | ------------- | ------------------- |
| maggio    | Torneo di Aix-les-Bains 1923 Aix-les-Bains, Francia Singolare - Doppio             | Lilí de Álvarez 6-4 2-6 6-1                                   | Leslie Bancroft                  |               |                     |
| maggio    | Torneo di Aix-les-Bains 1923 Aix-les-Bains, Francia Singolare - Doppio             | Leslie Bancroft Lilí de Álvarez 6-4 6-0                       | Agnes Hillyard Edith Sigourney   |               |                     |
| maggio    | Torneo di Aix-les-Bains 1923 Aix-les-Bains, Francia Singolare - Doppio             | Doppio misto: Leslie Bancroft Charles Aeschlimann 8-6 3-6 6-1 | Lilí de Álvarez R Dunkerley      |               |                     |
| 26 maggio | Surrey Championships 1923 Surbiton, Gran Bretagna Singolare - Doppio               | Elizabeth Ryan 3-6 6-3 6-2                                    | Eleanor Rose                     |               |                     |
| 26 maggio | Surrey Championships 1923 Surbiton, Gran Bretagna Singolare - Doppio               | Elizabeth Ryan Phyllis Satterthwaite 6-2 6-1                  | Eleanor Rose Vera Youle          |               |                     |
| 26 maggio | Surrey Championships 1923 Surbiton, Gran Bretagna Singolare - Doppio               | Doppio misto: Elizabeth Ryan Randolph Lycett 6-0 6-1          | Aurea Edgington Donald Greig     |               |                     |
| 27 maggio | Montclair Athletic Club Championships 1923 Montclair, USA Singolare - Doppio       | Lilian Scharman 6-2 6-3                                       | Claire Cassel                    |               |                     |
| 27 maggio | Montclair Athletic Club Championships 1923 Montclair, USA Singolare - Doppio       | Ceres Baker Lilian Scharman 6-2 6-2                           | Madelon Eilert Edna Hauselt      |               |                     |
| 27 maggio | Montclair Athletic Club Championships 1923 Montclair, USA Singolare - Doppio       | Doppio misto: Edna Hauselt Gerald Emerson 9-7 6-0             | Margaret Grove Henry Steinkampf  |               |                     |
| 27 maggio | World Hard Court Championships 1923 Parigi, Francia Terra rossa Singolare - Doppio | Suzanne Lenglen 6-3 6-3                                       | Kitty McKane                     |               |                     |
| 27 maggio | World Hard Court Championships 1923 Parigi, Francia Terra rossa Singolare - Doppio | Dorothea Douglass Kitty McKane 6-2 6-3                        | Suzanne Lenglen Winifred Beamish |               |                     |
| 27 maggio | World Hard Court Championships 1923 Parigi, Francia Terra rossa Singolare - Doppio | Doppio misto: Suzanne Lenglen Henri Cochet 6-2 10-8           | Kitty Mckane John Gilbert        |               |                     |
| 28 maggio | West of England Championships 1923 Bristol, Gran Bretagna Singolare - Doppio       | Elizabeth Ryan 8-6 6-4                                        | Doris Craddock                   |               |                     |
| 28 maggio | West of England Championships 1923 Bristol, Gran Bretagna Singolare - Doppio       | Evelyn Colyer Elizabeth Ryan 6-1 6-2                          | Mrs GB Foster Edith Hannam       |               |                     |
| 28 maggio | West of England Championships 1923 Bristol, Gran Bretagna Singolare - Doppio       | Doppio misto: Elizabeth Ryan Patrick Wheatley 6-3 7-5         | Doris Craddock Frank Riseley     |               |                     |

## Giugno
| Settimana | Torneo                                                                                  | Vincitore                                                   | Finalista                                     | Semifinalisti | Eliminati ai quarti |
| --------- | --------------------------------------------------------------------------------------- | ----------------------------------------------------------- | --------------------------------------------- | ------------- | ------------------- |
| 1º giugno | Pennsylvania & Eastern States Championships 1923 Filadelfia, USA Singolare - Doppio     | Anne Townsend 6-3 4-6 6-3                                   | Molly Thayer                                  |               |                     |
| 1º giugno | Pennsylvania & Eastern States Championships 1923 Filadelfia, USA Singolare - Doppio     |                                                             |                                               |               |                     |
| 2 giugno  | Middlesex Championships 1923 Chiswick Park, Gran Bretagna Singolare - Doppio            | Kitty McKane 6-3 6-2                                        | Molla Bjurstedt                               |               |                     |
| 2 giugno  | Middlesex Championships 1923 Chiswick Park, Gran Bretagna Singolare - Doppio            | Dorothea Lambert Chambers Phyllis Satterthwaite 6-3 6-1     | Aurea Edgington Molla Mallory                 |               |                     |
| 2 giugno  | Middlesex Championships 1923 Chiswick Park, Gran Bretagna Singolare - Doppio            | Doppio misto: Kitty McKane Walter Crawley 6-3 6-3           | Dorothea Lambert Chambers Donald Greig        |               |                     |
| 3 giugno  | New Jersey State Championships 1923 South Orange, USA Singolare - Doppio                | Lilian Scharman 1-6 6-2 6-4                                 | Edna Hauselt Roeser                           |               |                     |
| 3 giugno  | New Jersey State Championships 1923 South Orange, USA Singolare - Doppio                | Ceres Baker Lilian Scharman 6-2 6-4                         | Florence Sheldon Mrs J. Taylor                |               |                     |
| 4 giugno  | North London Championships 1923 Londra, Gran Bretagna Singolare - Doppio                | Mabel Clayton 6-1 6-2                                       | Geraldine Beamish                             |               |                     |
| 4 giugno  | North London Championships 1923 Londra, Gran Bretagna Singolare - Doppio                | Phyllis Covell Dorothy Shepherd-Barron 6-1 6-1              | Peggy Dransfield Hazel Hogarth                |               |                     |
| 4 giugno  | North London Championships 1923 Londra, Gran Bretagna Singolare - Doppio                | Doppio misto: Hazel Hogarth Commander JM Bell 16-14 4-6 7-5 | Dorothy Shepherd-Barron Herbert Roper Barrett |               |                     |
| 9 giugno  | Hertfordshire Championships 1923 Harpenden, Gran Bretagna Singolare - Doppio            | Phyllis Satterthwaite 2-6 6-3 6-3                           | Ermyntrude Harvey                             |               |                     |
| 9 giugno  | Hertfordshire Championships 1923 Harpenden, Gran Bretagna Singolare - Doppio            | Ermyntrude Harvey Phyllis Satterthwaite 6-0 6-1             | R Blake Sylvia Lumley-Ellis                   |               |                     |
| 9 giugno  | Hertfordshire Championships 1923 Harpenden, Gran Bretagna Singolare - Doppio            | Doppio misto: R Blake Donald Greig 2-6 6-3 6-3              | Sylvia Lumley-Ellis Teddy Higgs               |               |                     |
| 9 giugno  | Northern Championships 1923 Manchester, Gran Bretagna Erba Singolare - Doppio           | Elizabeth Ryan 6-3 6-3                                      | Dorothy Holman                                |               |                     |
| 9 giugno  | Northern Championships 1923 Manchester, Gran Bretagna Erba Singolare - Doppio           | Dorothea Lambert Chambers Elizabeth Ryan 6-0, 6-1           | Dorothy Holman Miss Willock                   |               |                     |
| 9 giugno  | Northern Championships 1923 Manchester, Gran Bretagna Erba Singolare - Doppio           | Doppio misto: Elizabeth Ryan Max Woosnam 6-4 3-6 6-2        | Dorothea Lambert Chambers Leslie Godfree      |               |                     |
| 10 giugno | Kent Championships 1923 Beckenham, Gran Bretagna Erba Singolare - Doppio                | Elizabeth Ryan 6-3 3-6 6-3                                  | Phyllis Satterthwaite                         |               |                     |
| 10 giugno | Kent Championships 1923 Beckenham, Gran Bretagna Erba Singolare - Doppio                | Dorothea Douglass Elizabeth Ryan 6-0 6-3                    | Kitty McKane Aurea Edgington                  |               |                     |
| 10 giugno | Kent Championships 1923 Beckenham, Gran Bretagna Erba Singolare - Doppio                | Doppio misto: Kitty McKane Walter Crawley 6-3 6-2           | Elizabeth Ryan Herbert Roper Barrett          |               |                     |
| 16 giugno | Campionato francese di tennis 1923 Parigi, Francia Terra rossa Singolare - Doppio       | Suzanne Lenglen 6-1, 6-4                                    | Germaine Golding                              |               |                     |
| 16 giugno | Campionato francese di tennis 1923 Parigi, Francia Terra rossa Singolare - Doppio       | Suzanne Lenglen Julie Vlasto 6–1, 6–0                       | Helene Contostavlos Speranza Wyns             |               |                     |
| 16 giugno | Apawanis Womens Invitational 1923 Rye, USA Singolare - Doppio                           | Louise Raymond 4-6 6-2 8-6                                  | Ceres Baker                                   |               |                     |
| 16 giugno | Apawanis Womens Invitational 1923 Rye, USA Singolare - Doppio                           | Helen Gilleaudeua Mrs L. Morris 6-3 3-6 6-2                 | Clare Cassel Marie Wagner                     |               |                     |
| 24 giugno | Metropolitan Clay Court Championships 1923 New York, USA Terra rossa Singolare - Doppio | Marie Wagner 1-6 7-5 6-2                                    | Edna Hauselt Roeser                           |               |                     |
| 24 giugno | Metropolitan Clay Court Championships 1923 New York, USA Terra rossa Singolare - Doppio | Mayme MacDonald Marie Wagner 6-2 6-2                        | Margaret Grove Mrs D. Mills                   |               |                     |
| 24 giugno | Metropolitan Clay Court Championships 1923 New York, USA Terra rossa Singolare - Doppio | Doppio misto: Mayne MacDonald Albert Ostendorf 6-3 3-6 6-3  | Mrs William H Pritchard George Whitlock       |               |                     |
| 24 giugno | Queen's Club Championships 1923 Londra, Gran Bretagna Erba Singolare - Doppio           | Elizabeth Ryan 6-2 1-6 6-2                                  | Geraldine Beamish                             |               |                     |
| 24 giugno | Queen's Club Championships 1923 Londra, Gran Bretagna Erba Singolare - Doppio           | Elizabeth Ryan Dorothea Lambert Chambers round robin        |                                               |               |                     |
| 24 giugno | Queen's Club Championships 1923 Londra, Gran Bretagna Erba Singolare - Doppio           | Doppio misto: Elizabeth Ryan Percival Davson 5-7 6-0 6-4    | Dorothea Lambert Chambers Donald Greig        |               |                     |
| 28 giugno | Connecticut State Championships 1923 New Canaan, USA Singolare - Doppio                 | Lilian Scharman 4-6 6-2 8-6                                 | Mayme McDonald                                |               |                     |
| 28 giugno | Connecticut State Championships 1923 New Canaan, USA Singolare - Doppio                 | Ceres Baker Lilian Scharman 6-2 6-4                         | Dorothy Briggs Mayme MacDonald                |               |                     |

## Luglio
| Settimana | Torneo                                                                          | Vincitore                                                         | Finalista                           | Semifinalisti | Eliminati ai quarti |
| --------- | ------------------------------------------------------------------------------- | ----------------------------------------------------------------- | ----------------------------------- | ------------- | ------------------- |
| 2 luglio  | Pacific Coast Championships 1923 Berkeley, USA Singolare - Doppio               | Helen Wills 6-2 6-0                                               | Charlotte Hosmer                    |               |                     |
| 2 luglio  | Pacific Coast Championships 1923 Berkeley, USA Singolare - Doppio               | Hazel Wightman Helen Wills 6-2 6-2                                | Mrs JC Cushing Carmen Tarilton      |               |                     |
| 2 luglio  | Pacific Coast Championships 1923 Berkeley, USA Singolare - Doppio               | Doppio misto: Anna Mcune Leon de Turenne 2-6 6-4 7-5              | Charlotte Hosmer Ray Casey          |               |                     |
| 6 luglio  | US Clay Court Championships 1923 Buffalo, USA Terra rossa Singolare - Doppio    | Mayme McDonald 7-5 1-6 6-4                                        | Lilian Scharman                     |               |                     |
| 6 luglio  | US Clay Court Championships 1923 Buffalo, USA Terra rossa Singolare - Doppio    | Edith Sigourney Mrs Ream Leachman 6-1 6-0                         | Mayme MacDonald Lilian Scharman     |               |                     |
| 6 luglio  | US Clay Court Championships 1923 Buffalo, USA Terra rossa Singolare - Doppio    | Doppio misto: Mayme MacDonald Jack Castle 6-1 7-5                 | Edith Sigourney Walter Misner       |               |                     |
| 7 luglio  | Torneo di Wimbledon 1923 Londra, Gran Bretagna Erba Singolare - Doppio          | Suzanne Lenglen 6-2, 6-2                                          | Kitty McKane                        |               |                     |
| 7 luglio  | Torneo di Wimbledon 1923 Londra, Gran Bretagna Erba Singolare - Doppio          | Suzanne Lenglen Elizabeth Ryan 6-3, 6-1                           | Joan Austin Evelyn Colyer           |               |                     |
| 9 luglio  | Illinois State Championships 1923 Chicago, USA Singolare - Doppio               | Helen Wills 6-0 6-0                                               | Marion Leighton                     |               |                     |
| 9 luglio  | Illinois State Championships 1923 Chicago, USA Singolare - Doppio               |                                                                   |                                     |               |                     |
| 21 luglio | Irish Championships 1923 Dublino, Irlanda Singolare - Doppio                    | Elizabeth Ryan 6-2 6-3                                            | Mrs Price                           |               |                     |
| 21 luglio | Irish Championships 1923 Dublino, Irlanda Singolare - Doppio                    | Mrs Dudley Elizabeth Ryan 6-1 6-4                                 | M Haughton N Haughton               |               |                     |
| 21 luglio | Irish Championships 1923 Dublino, Irlanda Singolare - Doppio                    | Doppio misto: M Haughton B Haughton 6-2 6-3                       | Mrs Miley Joe Miley                 |               |                     |
| 21 luglio | Welsh Championships 1923 Newport, Gran Bretagna Singolare - Doppio              | Kathleen Raikes 8-6 0-6 6-3                                       | Edith Hannam                        |               |                     |
| 21 luglio | Welsh Championships 1923 Newport, Gran Bretagna Singolare - Doppio              | G Foster Edith Hannam 6-4 6-2                                     | D James S Thomas                    |               |                     |
| 21 luglio | Welsh Championships 1923 Newport, Gran Bretagna Singolare - Doppio              | Doppio misto: Hazel Hogarth E Duck 4-6 6-3 6-3                    | Edith Hannam John Boucher           |               |                     |
| 21 luglio | Nottinghamshire Championships 1923 Nottingham, Gran Bretagna Singolare - Doppio | Dorothy Shephard 6-2 6-2                                          | Mabel Parton                        |               |                     |
| 21 luglio | Nottinghamshire Championships 1923 Nottingham, Gran Bretagna Singolare - Doppio | Mabel Parton Dorothy Shepherd-Barron 6-3 6-3                      | M. Snaith O. Walker                 |               |                     |
| 21 luglio | Nottinghamshire Championships 1923 Nottingham, Gran Bretagna Singolare - Doppio | Doppio misto: Dorothy Shepherd-Barron Ernest Lamb                 | A. Hogg George Fletcher             |               |                     |
| 21 luglio | Torneo di Frinton-on-Sea 1923 Frinton-on-Sea, Gran Bretagna Singolare - Doppio  | Phoebe Holcroft Watson Watson 6-1 6-1                             | Ermyntrude Harvey                   |               |                     |
| 21 luglio | Torneo di Frinton-on-Sea 1923 Frinton-on-Sea, Gran Bretagna Singolare - Doppio  | Ermyntrude Harvey Dorothea Lambert Chambers 6-1 6-1               | M. Bersey Phoebe Holcroft Watson    |               |                     |
| 21 luglio | Torneo di Frinton-on-Sea 1923 Frinton-on-Sea, Gran Bretagna Singolare - Doppio  | Doppio misto: Dorothea Lambert Chambers Commander McGrath 6-0 6-3 | Phoebe Holcroft Watson V. Burr      |               |                     |
| 28 luglio | Midland Counties Championships 1923 Edgbaston, Gran Bretagna Singolare - Doppio | Mrs J. Colegate 10-8 2-6 6-4                                      | Dorothy Shepherd-Barron             |               |                     |
| 28 luglio | Midland Counties Championships 1923 Edgbaston, Gran Bretagna Singolare - Doppio | Joan Austin Evelyn Colyer 6-4 7-5                                 | Marie Hazel Dorothy Shepherd-Barron |               |                     |
| 28 luglio | Midland Counties Championships 1923 Edgbaston, Gran Bretagna Singolare - Doppio | Doppio misto: Evelyn Colyer John Wheatley 6-3 9-7                 | Joan Austin S. Ernest Charlton      |               |                     |

## Agosto
| Settimana | Torneo                                                                               | Vincitore                                                  | Finalista                             | Semifinalisti | Eliminati ai quarti |
| --------- | ------------------------------------------------------------------------------------ | ---------------------------------------------------------- | ------------------------------------- | ------------- | ------------------- |
| 4 agosto  | Seabright Invitational 1923 Seabright, USA Singolare - Doppio                        | Molla Bjurstedt 6-2 6-3                                    | Mabel Clayton                         |               |                     |
| 4 agosto  | Seabright Invitational 1923 Seabright, USA Singolare - Doppio                        | Phyllis Covell Kitty McKane 6-1 6-1                        | Geraldine Beamish Mabel Clayton       |               |                     |
| 4 agosto  | Seabright Invitational 1923 Seabright, USA Singolare - Doppio                        | Doppio misto: Eleanor Goss Brian Norton 6-3 6-2            | Phyllis Walsh W.W. Ingram             |               |                     |
| 5 agosto  | Torneo di Deauville 1923 Deauville, Francia Singolare - Doppio                       | Suzanne Lenglen 6-1 6-0                                    | Sylvia Lafaurie                       |               |                     |
| 5 agosto  | Torneo di Deauville 1923 Deauville, Francia Singolare - Doppio                       |                                                            |                                       |               |                     |
| 5 agosto  | Torneo di Deauville 1923 Deauville, Francia Singolare - Doppio                       | Doppio misto: Suzanne Lenglen Roger Danet 6-1 6-0          | Marie Danet Jean Borotra              |               |                     |
| 6 agosto  | New York State Championships 1923 Rye, USA Singolare - Doppio                        | Molla Bjurstedt 4-6 6-0 6-1                                | Helen Wills                           |               |                     |
| 6 agosto  | New York State Championships 1923 Rye, USA Singolare - Doppio                        | Molla Mallory Edith Sigourney walkover                     | Clare Cassell Marie Wagner            |               |                     |
| 11 agosto | Australasian Championships 1923 Brisbane, Australia Erba Singolare - Doppio          | Margaret Molesworth 6-1, 7-5                               | Esna Boyd                             |               |                     |
| 11 agosto | Australasian Championships 1923 Brisbane, Australia Erba Singolare - Doppio          | Esna Boyd Robertson Sylvia Lance Harper 6-1, 6-4           | Margaret Molesworth H. Turner         |               |                     |
| 11 agosto | Isle of Wight Sandown Championships 1923 Sandown, Gran Bretagna Singolare - Doppio   | Elizabeth Ryan 6-3 6-1                                     | V. Southam                            |               |                     |
| 11 agosto | Isle of Wight Sandown Championships 1923 Sandown, Gran Bretagna Singolare - Doppio   | Mrs C. Marriott Elizabeth Ryan 6-2 6-1                     | B. Hewlett V. Southam                 |               |                     |
| 11 agosto | Isle of Wight Sandown Championships 1923 Sandown, Gran Bretagna Singolare - Doppio   | Doppio misto: Elizabeth Ryan George Thomas 6-0 6-4         | Heather Woolrych Gordon Lowe          |               |                     |
| 13 agosto | Pourville International 1923 Pourville, Francia Singolare - Doppio                   | Suzanne Lenglen 6-0 6-0                                    | Nanette Le Besnerais                  |               |                     |
| 13 agosto | Pourville International 1923 Pourville, Francia Singolare - Doppio                   |                                                            |                                       |               |                     |
| 13 agosto | Pourville International 1923 Pourville, Francia Singolare - Doppio                   | Doppio misto: Suzanne Lenglen Jean Borotra 6-0 6-4         | Nanette Le Besnerais R. Barbas        |               |                     |
| 18 agosto | Derbyshire Championships 1923 Buxton, Gran Bretagna Singolare - Doppio               | Blanche Colston 6-0 6-4                                    | P. Radcliffe                          |               |                     |
| 18 agosto | Derbyshire Championships 1923 Buxton, Gran Bretagna Singolare - Doppio               | Claire Beckingham E. Beckingham 6-3 6-4                    | N. Platt P. Radcliffe                 |               |                     |
| 18 agosto | Derbyshire Championships 1923 Buxton, Gran Bretagna Singolare - Doppio               | Doppio misto: Claire Beckingham Stanley Doust 4-6 6-2 6-3  | P. Radcliffe L. West                  |               |                     |
| 18 agosto | Torneo di Cabourg 1923 Cabourg, Francia Singolare - Doppio                           | Suzanne Lenglen walkover                                   | Daisy Speranza-Wyns                   |               |                     |
| 18 agosto | Torneo di Cabourg 1923 Cabourg, Francia Singolare - Doppio                           | Suzanne Lenglen Daisy Speranza-Wyns 6-2 6-0                | H. Huchez L. Huchez                   |               |                     |
| 18 agosto | Torneo di Cabourg 1923 Cabourg, Francia Singolare - Doppio                           | Doppio misto: Suzanne Lenglen Paul Féret 6-1 7-5           | Daisy Speranza-Wyns P. H. Lefebure    |               |                     |
| 18 agosto | Torneo di Worthing 1923 Worthing, Gran Bretagna Singolare - Doppio                   | Elizabeth Ryan 6-4 6-2                                     | Phoebe Holcroft Watson                |               |                     |
| 18 agosto | Torneo di Worthing 1923 Worthing, Gran Bretagna Singolare - Doppio                   | Miss Dillon Elizabeth Ryan 6-2 6-1                         | Louise Bull Phoebe Holcroft Watson    |               |                     |
| 18 agosto | Torneo di Worthing 1923 Worthing, Gran Bretagna Singolare - Doppio                   | Doppio misto: Elizabeth Ryan George Hillyard 6-4,6-1       | Mrs Philcox C Philcox                 |               |                     |
| 22 agosto | Longwood Bowl 1923 (Women's Longwood Invitational) Brookline, USA Singolare - Doppio | Molla Bjurstedt 6-2 6-1                                    | Kitty McKane                          |               |                     |
| 22 agosto | Longwood Bowl 1923 (Women's Longwood Invitational) Brookline, USA Singolare - Doppio |                                                            |                                       |               |                     |
| 22 agosto | U.S. National Championships 1923 New York, USA Erba Singolare - Doppio               | Helen Wills 6-2, 6-1                                       | Molla Bjurstedt                       |               |                     |
| 22 agosto | U.S. National Championships 1923 New York, USA Erba Singolare - Doppio               | Phyllis Howkins Covell Kitty McKane 2-6, 6-2, 6-1          | Eleanor Goss Hazel Hotchkiss          |               |                     |
| 25 agosto | North of England Championships 1923 Scarborough, Gran Bretagna Singolare - Doppio    | Dorothy Shephard walkover                                  | Phyllis Satterthwaite                 |               |                     |
| 25 agosto | North of England Championships 1923 Scarborough, Gran Bretagna Singolare - Doppio    | Phyllis Satterthwaite Winifred McNair 6-0 6-2              | Mabel Parton Dorothy Shepherd-Barron  |               |                     |
| 25 agosto | North of England Championships 1923 Scarborough, Gran Bretagna Singolare - Doppio    | Doppio misto: Ruth Watson Donald Greig 4-6 6-3 6-4         | Dorothy Shepherd-Barron Stanley Doust |               |                     |
| 27 agosto | Torneo di Château d'Ardennes 1923 Château d'Ardennes, Belgio Singolare - Doppio      | Suzanne Lenglen 6-1, 6-0                                   | Marthe Dupont                         |               |                     |
| 27 agosto | Torneo di Château d'Ardennes 1923 Château d'Ardennes, Belgio Singolare - Doppio      | Suzanne Lenglen Anne de Borman 6-3 6-1                     | Marthe Dupont Leonie L'Hoest          |               |                     |
| 27 agosto | Torneo di Château d'Ardennes 1923 Château d'Ardennes, Belgio Singolare - Doppio      | Doppio misto: Suzanne Lenglen Jean Washer 6-1 6-1          | Marie Storms Georges Watson           |               |                     |
| 27 agosto | Torneo di Hastings 1923 Hastings, Gran Bretagna Singolare - Doppio                   | Phoebe Holcroft Watson Watson 6-1 6-2                      | Joan Hextall                          |               |                     |
| 27 agosto | Torneo di Hastings 1923 Hastings, Gran Bretagna Singolare - Doppio                   | Christine Tyrrell E. Warren 4-6 7-5 6-4                    | Phoebe Holcroft Watson Mrs Milton     |               |                     |
| 27 agosto | Torneo di Hastings 1923 Hastings, Gran Bretagna Singolare - Doppio                   | Doppio misto: Phoebe Holcroft Watson M. Temple 6-2 4-6 9-7 | Christine Tyrrell Julian Lezard       |               |                     |
| 31 agosto | Rockaway Hunt Club Invitational 1923 Cedarhurst, USA Singolare - Doppio              | Molla Bjurstedt 6-1 6-4                                    | Leslie Bancroft                       |               |                     |
| 31 agosto | Rockaway Hunt Club Invitational 1923 Cedarhurst, USA Singolare - Doppio              | Molla Mallory Edith Sigourney 6-4 6-2                      | Mrs L. Burt Phyllis Walsh             |               |                     |

## Settembre
| Settimana    | Torneo                                                                             | Vincitore                                              | Finalista                               | Semifinalisti | Eliminati ai quarti |
| ------------ | ---------------------------------------------------------------------------------- | ------------------------------------------------------ | --------------------------------------- | ------------- | ------------------- |
| 9 settembre  | Le Touquet First Meeting 1923 Le Touquet, Francia Singolare - Doppio               | Elizabeth Ryan 6-3 6-0                                 | Phyllis Satterthwaite                   |               |                     |
| 9 settembre  | Le Touquet First Meeting 1923 Le Touquet, Francia Singolare - Doppio               | Elizabeth Ryan Phyllis Satterthwaite walkover          | Blanche Colston Mrs Keays               |               |                     |
| 9 settembre  | Le Touquet First Meeting 1923 Le Touquet, Francia Singolare - Doppio               | Doppio misto: Elizabeth Ryan M. Fremaux 6-1 8-10 6-2   | Phyllis Satterthwaite Sidney Jacob      |               |                     |
| 10 settembre | Spain International Championships 1923 San Sebastián, Spagna Singolare - Doppio    | Suzanne Lenglen 6-1 6-0                                | Germaine Le Conte                       |               |                     |
| 10 settembre | Spain International Championships 1923 San Sebastián, Spagna Singolare - Doppio    | Nanette Le Besnerais Suzanne Lenglen 6-1 6-1           | I. de Fleichner J. de Gomar             |               |                     |
| 10 settembre | Spain International Championships 1923 San Sebastián, Spagna Singolare - Doppio    | Doppio misto: Suzanne Lenglen Eduardo Flaquer 6-0 7-5  | Germaine Le Conte Count Manuel de Gomar |               |                     |
| 15 settembre | South of England Championships 1923 Eastbourne, Gran Bretagna Singolare - Doppio   | Phoebe Holcroft Watson Watson 6-3 6-3                  | Christine Tyrrell                       |               |                     |
| 15 settembre | South of England Championships 1923 Eastbourne, Gran Bretagna Singolare - Doppio   | Mrs J. Colegate Christine Tyrrell 6-3 6-2              | Annis Cobb Joan Hextall                 |               |                     |
| 15 settembre | South of England Championships 1923 Eastbourne, Gran Bretagna Singolare - Doppio   | Doppio misto: Joan Hextall Sidney Jacob walkover       | Christine Tyrrell Alfred Ingram         |               |                     |
| 15 settembre | Middle States Championships 1923 Filadelfia, USA Singolare - Doppio                | Eleanor Goss 7-5 4-6 6-3                               | Molla Bjurstedt                         |               |                     |
| 15 settembre | Middle States Championships 1923 Filadelfia, USA Singolare - Doppio                |                                                        |                                         |               |                     |
| 17 settembre | Torneo di Biarritz 1923 Biarritz, Francia Singolare - Doppio                       | Suzanne Lenglen walkover                               | Germaine Le Conte                       |               |                     |
| 17 settembre | Torneo di Biarritz 1923 Biarritz, Francia Singolare - Doppio                       |                                                        |                                         |               |                     |
| 17 settembre | Torneo di Biarritz 1923 Biarritz, Francia Singolare - Doppio                       | Doppio misto: Suzanne Lenglen Eduardo Flaquer walkover | Nanette Le Besnerais Pierre Blanchy     |               |                     |
| 22 settembre | Ardsley Club Invitational 1923 Ardsley, USA Singolare - Doppio                     | Molla Bjurstedt 3-6 6-1 6-0                            | Winifred Beamish                        |               |                     |
| 22 settembre | Ardsley Club Invitational 1923 Ardsley, USA Singolare - Doppio                     | Molla Mallory Mrs L. Morris 6-1 3-6 6-3                | Mrs H. Stuart-Green Hazel Wightman      |               |                     |
| 24 settembre | Portuguese International Championships 1923 Cascais, Portogallo Singolare - Doppio | Suzanne Lenglen 6-0 6-0                                | Angelica Plantier                       |               |                     |
| 24 settembre | Portuguese International Championships 1923 Cascais, Portogallo Singolare - Doppio |                                                        |                                         |               |                     |
| 24 settembre | Portuguese International Championships 1923 Cascais, Portogallo Singolare - Doppio | Doppio misto: Suzanne Lenglen Eduardo Flaquer 6-3 6-0  | Angelica Plantier J Verda               |               |                     |

## Ottobre
| Settimana  | Torneo                                                                            | Vincitore                                                     | Finalista                                | Semifinalisti | Eliminati ai quarti |
| ---------- | --------------------------------------------------------------------------------- | ------------------------------------------------------------- | ---------------------------------------- | ------------- | ------------------- |
| 14 ottobre | Barcelona International Championships 1923 Barcellona, Spagna Singolare - Doppio  | Suzanne Lenglen 6-0 6-0                                       | Maria Luisa Marnet                       |               |                     |
| 14 ottobre | Barcelona International Championships 1923 Barcellona, Spagna Singolare - Doppio  |                                                               |                                          |               |                     |
| 14 ottobre | Barcelona International Championships 1923 Barcellona, Spagna Singolare - Doppio  | Doppio misto: Suzanne Laneglen Eduardo Flaquer 6-1 6-2        | Maria Luisa Marnet Count Manuel de Gomar |               |                     |
| 29 ottobre | British Covered Court Championships 1923 Londra, Gran Bretagna Singolare - Doppio | Phyllis Covell 6-1 6-2                                        | Dorothy Shepherd-Barron                  |               |                     |
| 29 ottobre | British Covered Court Championships 1923 Londra, Gran Bretagna Singolare - Doppio |                                                               |                                          |               |                     |
| 29 ottobre | British Covered Court Championships 1923 Londra, Gran Bretagna Singolare - Doppio | Doppio misto: Dorothea Lambert Chambers Donald Greig 6-4 10-8 | Dorothy Shepherd-Barron L.S. Deane       |               |                     |

## Novembre
| Settimana   | Torneo                                                                  | Vincitore                                   | Finalista                    | Semifinalisti | Eliminati ai quarti |
| ----------- | ----------------------------------------------------------------------- | ------------------------------------------- | ---------------------------- | ------------- | ------------------- |
| novembre    | New South Wales Championships 1923 Sydney, Australia Singolare - Doppio | Esna Boyd 4-6, 6-2, 6-4                     | Margaret Molesworth          |               |                     |
| novembre    | New South Wales Championships 1923 Sydney, Australia Singolare - Doppio | Irene Forbes-Smith Sylvia Lance 10-8 6-2    | Nellie Lloyd Gwendoline Utz  |               |                     |
| 28 novembre | Victorian Championships 1923 Melbourne, Australia Singolare - Doppio    | Esna Boyd 6-2 6-3                           | Kath Le Mesurier             |               |                     |
| 28 novembre | Victorian Championships 1923 Melbourne, Australia Singolare - Doppio    | Daphne Akhurst Sylvia Lance 6-2 6-1         | Esna Boyd Dorothy Rendall    |               |                     |
| 28 novembre | Victorian Championships 1923 Melbourne, Australia Singolare - Doppio    | Doppio misto: Esna Boyd Jack Hawkes 6-3 7-5 | Sylvia Lance Pat O'Hara Wood |               |                     |

## Dicembre
| Settimana   | Torneo                                                                      | Vincitore          | Finalista    | Semifinalisti | Eliminati ai quarti |
| ----------- | --------------------------------------------------------------------------- | ------------------ | ------------ | ------------- | ------------------- |
| 23 dicembre | New Zealand Championships 1923 Canterbury, Nuova Zelanda Singolare - Doppio | May Spiers 6-0 8-6 | Jean McLaren |               |                     |
| 23 dicembre | New Zealand Championships 1923 Canterbury, Nuova Zelanda Singolare - Doppio |                    |              |               |                     |

## Senza data
| Settimana | Torneo                                                   | Vincitore       | Finalista                 | Semifinalisti | Eliminati ai quarti |
| --------- | -------------------------------------------------------- | --------------- | ------------------------- | ------------- | ------------------- |
|           | Torneo di La Jolla 1923 La Jolla, USA Singolare - Doppio | Marion Williams | non conosciuta (bandiera) |               |                     |
|           | Torneo di La Jolla 1923 La Jolla, USA Singolare - Doppio |                 |                           |               |                     |